# Drama (musikalbum)
Drama är det tionde studioalbumet av den brittiska progressiva rockgruppen Yes. Albumet gavs ut 18 augusti 1980 via Atlantic Records. Albumet är det första med Trevor Horn som sångare och med Geoff Downes på keyboard. Jon Anderson och Rick Wakeman hade tidigare lämnat gruppen efter att flera försök att spela in ett nytt album i Paris och London misslyckats. Albumet spelades in hastigt med Horn och Downes då en turné redan bokats in, innan de båda rekryterats till Yes. Albumet var en utveckling i bandets musikaliska riktning med mer lättillgängliga och aggressiva låtar, samt med användandet av moderna keyboards, distad gitarr och vocoder.
Drama emottog mestadels positivt kritiskt mottagande, där de flesta välkomnade bandets nya sound. Det nådde som bäst plats 2 i Storbritannien och 18 i USA, och blev deras första album sedan 1971 att inte guldcertifieras av RIAA, samt deras första att missa topp-10 i USA sedan The Yes Album. "Into the Lens" gavs ut som albumets enda singel. Yes promotade albumet med en turné 1980 i Nordamerika och Storbritannien och möttes av några negativa reaktioner under den brittiska delen, på grund av den nya konstellationen i bandet. Yes upplöstes efter att turnén avslutats. Albumet remastrades 2004 med tidigare outgivna bonuslåtar och 2016 spelades det live i sin helhet för första gången.

## Låtlista
| 1. | Machine Messiah        | 10:18 |
| 2. | White Car              | 1:18  |
| 3. | Does It Really Happen? | 6:27  |

| 1. | Into the Lens         | 8:31 |
| 2. | Run Through the Light | 4:41 |
| 3. | Tempus Fugit          | 5:12 |

## Medverkande
- Geoff Downes — klaviatur
- Trevor Horn — sång, bas
- Steve Howe — gitarr, mandolin, kör
- Chris Squire — bas, kör, piano
- Alan White — trummor, slagverk, kör